# 오쿠다이라 마사노부
오쿠다이라 마사노부(일본어: 奥平 昌暢 おくだいら まさのぶ[*])는 부젠국 나카츠번 6대 번주이다. 나카츠 오쿠다이라가 10대 당주이다.

## 생애
분카 6년 (1809년) 1월 25일, 5대 번주 오쿠다이라 마사타카의 차남으로 에도에서 태어났다. 큰형이 일찍 세상을 떠났기 때문에, 태어나자마자 후계자가 되었다. 분세이 5년 (1822년) 12월 16일, 종4위하 미마사카노카미에 서위 및 임관되었다. 분세이 8년 (1825년) 5월 6일, 아버지의 은거로 가독을 이어 다이젠노다이부에 전임하였다.
번정은 은거한 아버지와 협력하며 실시해, 신덴 개발이나 번법 개정 등의 개혁을 적극적으로 실시하기도 했으나, 아버지보다 앞서서 덴포 3년 (1832년) 11월 30일, 에도에서 24세의 나이로 사망했다.
자식인 마사모토는 3살의 너무 어린 나이였기 때문에, 동생 마사미치가 가독을 이었다.

## 가계
- 아버지 : 오쿠다이라 마사타카
- 어머니 : 우타코
- 정실 : 쿠니코 - 호렌인(芳蓮院). 도쿠가와 나리아츠의 딸
- 아내 : 쇼쥬인(照寿院)
  - 차남 : 오쿠다이라 마사모토
- 생모 미상의 자녀
  - 딸 : 요시히메(儀姫) - 쿠로다 나가히로의 양녀. 마츠다이라 요시토모의 정실
- 양자 : 오쿠다이라 마사미치 - 오쿠다이라 마사타카의 5남